# Eleição da cidade-sede dos Jogos Olímpicos de Inverno de 2014
A eleição da cidade-sede dos Jogos Olímpicos de Inverno de 2014 ocorreu em 4 de julho de 2007, durante a 119ª Sessão do COI, realizada na Cidade da Guatemala. Três cidades eram candidatas:
- PyeongChang
- Salzburgo
- Sochi

A votação seguiu o procedimento habitual: na primeira rodada, cada membro do COI com direito a voto escolheria uma das cinco candidatas. No final, caso nenhuma atingisse a maioria absoluta, a menos votada era eliminada e a votação recomeçava com as restantes. Salzburgo recebeu menos votos na primeira rodada e foi eliminada. Na final, Sochi derrotou PyeongChang:
| Cidade      | CON           | 1ª rodada | 2ª rodada |
| ----------- | ------------- | --------- | --------- |
| Sochi       | Rússia        | 34        | 51        |
| PyeongChang | Coreia do Sul | 36        | 47        |
| Salzburgo   | Áustria       | 25        | —         |

## Outras cidades
As seguintes cidades não foram escolhidas como finalistas pelo COI:
- Almaty
- Borjomi
- Jaca
- Sófia